# Peresquia
Pereskia és un gènere de plantes que consta de 25 espècies i varietats de plantes tropicals de cactus amb fulles normals. Es troben des de l'Argentina fins Mèxic. Aquest gènere rep el cognom del botànic francès Nicolas-Claude Fabri de Peiresc.
Aquesta tribu o subfamília de les cactàcies, resulta ser la més antiga i singular, constituïda per un únic gènere, Pereskia sp. (Miller).
Són plantes de forma arbòria o arbustiva, amb tiges llenyoses, dretes o sarmentoses, enfiladisses, amb fulles persistents o semicaduques, de vegades una mica carnoses.
Arèoles espinoses, més o menys carnoses, en les aixelles de les fulles. Alguns casos amb grans espines. Flors pedunculades, aïllades o reunides en inflorescències.
Fruits carnosos.

## Taxonomia
Espècies reconegudes per International Cactaceae Systematics Group. (Anderson E. F., 2001)

### Clade A =Leuenbergeria
- Pereskia aureiflora F.Ritter, syn. Leuenbergeria aureiflora (F. Ritter) Lodé
- Pereskia bleo (Kunth) DC, syn. Leuenbergeria bleo (Kunth) Lodé
- Pereskia guamacho F.A.C.Weber, syn. Leuenbergeria guamacho (F.A.C. Weber) Lodé
- Pereskia lychnidiflora DC, syn. Leuenbergeria lychnidiflora (DC.) Lodé
- Pereskia marcanoi Areces, syn. Leuenbergeria marcanoi (Areces) Lodé
- Pereskia portulacifolia (L.) DC, syn. Leuenbergeria portulacifolia (L.) Lodé
- Pereskia quisqueyana Alain, syn. Leuenbergeria quisqueyana (Alain) Lodé
- Pereskia zinniiflora DC, syn. Leuenbergeria zinniiflora (DC.) Lodé

### Clade B =Pereskias.s.
- Pereskia aculeata Mill.
- Pereskia bahiensis Gürke
- Pereskia diaz-romeroana Cárdenas
- Pereskia grandifolia Haw.
- Pereskia horrida DC
- Pereskia nemorosa Rojas Acosta
- Pereskia sacharosa Griseb.
- Pereskia stenantha F.Ritter
- Pereskia weberiana K.Schum.

### Sinònims
Pereskia colombiana = Leuenbergeria guamacho
Pereskia corrugata = Pereskia bleo
Pereskia cubensis = Leuenbergeria zinniiflora
Pereskia godseffiana = Pereskia aculeata
Pereskia humboldtii = Pereskia horrida
Pereskia philippi = Maihuenia poeppigii
Pereskia subulata = Austrocylindropuntia subulata
Pereskia vargasii = Pereskia horrida
Pereskia zehntneri = Quiabentia zehntneri
Pereskia zinniaefolia = Leuenbergeria ziniiflora